# Mattias Andersson (voetballer, 1998)
Mattias Andersson (Malmö, 13 maart 1998) is een Zweeds voetballer die doorgaans als verdediger speelt.

## Carrière
Hij werd door Juventus in het seizoen 2017-2018 verhuurd aan FC Den Bosch.
Andersson maakte op 22 september 2017 zijn debuut voor FC Den Bosch in de Eerste divisie, in een met 1-0 gewonnen wedstrijd uit tegen FC Eindhoven. Hij kwam in de 84e minuut in het veld voor Muhammed Mert.

## Interlandcarrière
Andersson speelde in de jeugd voor verschillende afvaardigingen van Zweden. Zo kwam hij drie keer uit voor de onder 17, waarin hij 1 keer scoorde. Voor de onder 18 speelde hij vier wedstrijden. Voor de onder 19 speelde hij acht wedstrijden.